# حصار سرقوسة (212 ق.م.)
وقع حصار سرقوسة ما بين 214 و 212 قبل الميلاد في الحقبة الرومانية على مدينة سرقوسة في صقلية.